# NDS Group
NDS Group Plc. (formalmente comercializado pela NASDAQ como NNDS) é uma empresa desenvolvedora de tecnologia para televisão.
NDS foi estabelecida em 1988 como uma empresa israelense de start up. Foi então adquirida pela News Corporation em 1992. A companhia atualmente tem sede em Staines, Reino Unido.